# Фахрутдінов Денис Вільович
Денис Вільович Фахрутдінов (рос. Денис Вилевич Фахрутдинов; 21 березня 1990, м. Нижньокамськ, СРСР) — російський хокеїст, лівий/центральний нападник. Виступає за «Аріада-Акпарс» (Волжськ) у Вищій хокейній лізі. 
Вихованець хокейної школи «Нафтохімік» (Нижньокамськ). Виступав за: «Нафтохімік» (Нижньокамськ), «Нафтовик» (Леніногорськ), «Нафтовик» (Альметьєвськ).